# 候增五
蛇夫座53，又名BD+09 3424，HD 159480、SAO 122526、HR 6548，是蛇夫座的一颗恒星，视星等为5.81，位于銀經32.95，銀緯21.39，其B1900.0坐标为赤經17h 29m 51.8s，赤緯+9° 21.39′ 15″。